# Эдвард Феррарс
Эдвард Феррарс (англ. Edward Ferrars) — один из главных героев романа Джейн Остин «Чувство и чувствительность», фигурирующий во всех экранизациях этой книги.

## Характеристика
Эдвард Феррарс — брат Фанни Дэшвуд, муж которой является единокровным братом Элинор и Марианны Дэшвуд. Джейн Остин описывает его как человека не слишком красивого внешне и довольно застенчивого, но при этом благородного и умного. Этот персонаж, как и полковник Брэндон, пример сочетания прекрасного характера с невыразительной внешностью. Эдвард влюбляется в Элинор, но вынужден жениться на Люси Стил, поскольку дал ей слово раньше, во времена ранней молодости. Из-за этого его лишают наследства, и Стил бросает Феррарса ради другого. Освободившись, наконец, от своих обязательств, Эдвард признаётся в любви Элинор.

## В экранизациях
Эдвард Феррарс стал героем многочисленных экранизаций «Чувства и чувствительности». В мини-сериале 1950 года его играет Честер Страттон, в телесериале 1971 года Робин Эллис, в телесериале 1981 года Боско Хоган, в фильме 1995 года Хью Грант, в индийской адаптации 2000 года Раджит Кумар, в телесериале 2008 года — Дэн Стивенс. В вольной американской экранизации «Prada и чувства» Эдварда Ферриса сыграл Николас Д’Агосто.